# Venchi
A Venchi egy olasz csokoládégyártó cég, amelyet Silviano Venchi csokoládékészítő alapított 1878 elején Torinóban. Ezt követően a cég egész Olaszországban terjeszkedett a Nougatine nevű, étcsokoládéval bevont, apróra zúzott és karamellizált mogyoróból készült kis cukorkákkal.
A Venchi a különböző csokoládék előállításához közép- és dél-amerikai, illetve afrikai ültetvényekről származó kakaót, valamint karibi desztillált rumot és természetes vaníliát használ.
A cég 2006-ban kezdett fagylaltot is készíteni. A Venchi több mint 70 országban mintegy 120 üzletet üzemeltet.

## Díjak
2004 októberében a Venchi Chocaviar elnyerte a Vassoio d'Oro díjat a Perugiában megrendezett EuroChocolate fesztiválon.

## Fordítás
Ez a szócikk részben vagy egészben  a    Venchi  című angol Wikipédia-szócikk fordításán alapul.  Az eredeti cikk szerkesztőit annak laptörténete sorolja fel. Ez a jelzés csupán a megfogalmazás eredetét és a szerzői jogokat jelzi, nem szolgál a cikkben szereplő információk forrásmegjelöléseként.